# Ledebouria mokobulanensis
Ledebouria mokobulanensis là một loài thực vật có hoa trong họ Măng tây. Loài này được Hankey & T.J.Edwards mô tả khoa học đầu tiên năm 2008.